# Меморіал особовому складу лінкора «Новоросійськ»
Меморіал особовому складу лінкора «Новоросійськ» (також Батьківщина — синам) — меморіальний комплекс на честь загиблих моряків лінкора «Новоросійськ», які загинули в ніч на 29 жовтня 1955 року у Севастопольській бухті внаслідок дій італійських диверсантів. Розташований у Севастополі в північній частині Братського кладовища учасників Кримської війни.
Меморіал споруджений у 1963 році за проектом скульптора П. І. Бондаренка архітекторами О. О. Заварзіним та В. М. Артюховим.

## Опис
Центральна фігура меморіалу — бронзовий пам'ятник скорботного матроса, який тримає в правиці приспущений прапор. Фігура відлита з одного із гребних гвинтів лінкора.
Монумент контрастно виділяється на тлі світлої стіни з кримбальского вапняку, що огороджує меморіал з північної сторони. На ній висічені барельєфні зображення з епізодами боротьби команди за порятунок корабля:
- офіцер, що спокійно віддає розпорядження по телефону;
- оголений по пояс матрос, що підпирає двері аварійним брусом;
- моряки, що виносять пораненого товариша;
- матрос, що затискує спиною пробоїну та інше.

Перед монументом знаходиться стела з присвятою:

| «Мужнім морякам лінкора «Новоросійськ», загиблим при виконанні військового обов'язку 29 жовтня 1955. Любов до Батьківщини і вірність військовій присязі були для вас сильніше смерті» |.
Поруч встановлена гранітна плита з текстом і прізвищами 23 моряків крейсера «Кутузов».
У 1990 році на меморіалі встановили гранітні плити з іменами 543 загиблих моряків-чорноморців. Автори проекту — архітектори А. Л. Шеффер, О. І. Баглій, різьбяр по каменю І. І. Степанов.